# Andrea Compagno
Andrea Compagno (n. 22 aprilie 1996, Palermo, Italia) este un fotbalist italian, care joacă pe post de atacant la FCSB în SuperLiga României.

## Carieră
Născut în Sicilia, Compagno și-a petrecut anii formativi în academiile locale din Palermo și Catania. La începutul carierei a jucat pentru mai multe echipe din Serie D - și anume Due Torri, Pinerolo, Argentina Arma, Borgosesia și Nuorese. În 2018, Compagno s-a mutat în San Marino și a semnat cu Tre Fiori. A marcat 37 de goluri din 41 de meciuri în toate competițiile unde a câștigat Coppa Titano și Super Coppa Sammarinese.
În vara lui 2020, Compagno s-a alăturat echipei române din Liga II, FC U Craiova. El a marcat șapte goluri în 22 de apariții în timpul primului său sezon, ajutând echipa să promoveze în Liga I. La 29 august 2022, FC U Craiova a anunțat că Compagno a fost achiziționat de FCSB din Liga I pentru suma de 1,5 milioane de euro. 

## Statistica carierei

### Club
La Statistică actualizată la 17 aprilie 2023.
| Club                 | Sezon   | Campionat              | Campionat | Campionat | Cupă    | Cupă   | Continental | Continental | Altele  | Altele | Total | Total | Total |
| Club                 | Sezon   | Ligă                   | Meciuri   | Goluri    | Meciuri | Goluri | Meciuri     | Goluri      | Meciuri | Goluri | Apps  | Goals |       |
| -------------------- | ------- | ---------------------- | --------- | --------- | ------- | ------ | ----------- | ----------- | ------- | ------ | ----- | ----- | ----- |
| Due Torri (împrumut) | 2014–15 | Serie D                | 14        | 2         | —       | —      | —           | —           | —       | —      | 14    | 2     |       |
| Pinerolo             | 2015–16 | Serie D                | 15        | 1         | —       | —      | —           | —           | —       | —      | 15    | 1     |       |
| Pinerolo             | 2016–17 | Serie D                | 6         | 0         | —       | —      | —           | —           | —       | —      | 6     | 0     |       |
| Pinerolo             | Total   | Total                  | 21        | 1         | —       | —      | —           | —           | —       | —      | 21    | 1     |       |
| Argentina Arma       | 2016–17 | Serie D                | 16        | 5         | —       | —      | —           | —           | —       | —      | 16    | 5     |       |
| Bergosesia           | 2017–18 | Serie D                | 14        | 1         | 1       | 0      | —           | —           | —       | —      | 15    | 1     |       |
| Nuorese              | 2017–18 | Serie D                | 16        | 1         | —       | —      | —           | —           | —       | —      | 16    | 1     |       |
| Tre Fiori            | 2018–19 | Campionato Sammarinese | 24        | 22        | —       | —      | —           | —           | —       | —      | 24    | 22    |       |
| Tre Fiori            | 2019–20 | Campionato Sammarinese | 13        | 11        | 2       | 3      | 2           | 1           | —       | —      | 17    | 15    |       |
| Tre Fiori            | Total   | Total                  | 37        | 33        | 2       | 3      | 2           | 1           | —       | —      | 41    | 37    |       |
| FC U Craiova         | 2020–21 | Liga II                | 22        | 7         | 3       | 2      | —           | —           | —       | —      | 25    | 9     |       |
| FC U Craiova         | 2021–22 | Liga I                 | 28        | 12        | 1       | 0      | —           | —           | —       | —      | 29    | 12    |       |
| FC U Craiova         | 2022–23 | Liga I                 | 7         | 5         | —       | —      | —           | —           | —       | —      | 7     | 5     |       |
| FC U Craiova         | Total   | Total                  | 57        | 24        | 4       | 2      | —           | —           | —       | —      | 61    | 26    |       |
| FCSB                 | 2022–23 | Liga I                 | 22        | 13        | 0       | 0      | 5           | 1           | —       | —      | 27    | 14    |       |
| Total                | Total   | Total                  | 197       | 80        | 7       | 5      | 7           | 2           | —       | —      | 211   | 87    |       |

## Palmares
Tre Fiori
- Coppa Titano: 2018–2019
- Super Coppa Sammarinese: 2019–2020

FC U Craiova
- Liga a II-a: 2020–2021

Individnnual
- Cel mai bun marcator al Campionatului din San Marino: 2018–19
- Jucătorul anului FC U Craiova: 2020–2021, 2021–2022
- Jucătorul străin al anului desemnat de Gazeta Sporturilor: 2022
- Jucătorul lunii Gazeta Sporturilor: august 2022